# Tomtar på loftet (film)
Tomtar på loftet (eng: The Inspector General) är en amerikansk komedifilm från 1949 i regi av Henry Koster. I huvudrollen ses Danny Kaye. Filmen är baserad på pjäsen Revisorn av Nikolaj Gogol från 1832.

## Rollista i urval
- Danny Kaye - Georgi
- Walter Slezak -  Yakov
- Barbara Bates -  Leza
- Elsa Lanchester - Maria
- Gene Lockhart - The Mayor
- Alan Hale - Kovatch
- Walter Catlett -  Colonel Castine
- Rhys Williams -  Inspector General